# Anodonta cygnea
L'Anodonta cygnea è un bivalve il cui nome comune è cozza d'acqua dolce, utilizzato per identificare l'esemplare bivalve della famiglia dei Unionidae.
La conchiglia è tipicamente ovale e allungata. Le sue dimensioni possono variare molto, specialmente in acquario, ma spesso raggiungono anche i 20 cm. Di solito la colorazione della conchiglia è gialla-brunastra e si presenta abbastanza panciuta.

## Descrizione
Risulta bene evidente lo stato dell'accrescimento in quanto emergono gli accavallamenti dei cerchi concentrici aggiuntisi durante le fasi di crescita. L'interno invece è tipicamente madreperlaceo. È senza dubbio una specie molto particolare in quanto vive in corsi d'acqua lenti o addirittura stagnanti. Riesce a instaurarsi con la conchiglia molto bene nel terreno fangoso, a volte quasi completamente, facendo emergere solo i sifoni durante le fasi di filtrazione dell'acqua e di respirazione. La loro presenza è stata riscontrata anche in alcuni laghi e sembra anche a discrete profondità. Si tratta di un animale molto adattabile e altrettanto utile: è capace, se in salute, di filtrare quasi 40 litri di acqua l'ora. Inoltre l'attività di insabbiamento contribuisce a mantenere ossigenato il substrato ed evitare la formazione di zone anossiche.

## Distribuzione geografica
Specie diffusa in Europa in particolare nei corsi d'acqua lenti; presente anche in Italia (escluse le isole).
Alcune segnalazioni :
- Lago Maggiore
- Lago di Varese
- Lago del Salto in provincia di Rieti
- nel Lago di Endine in provincia di Bergamo[2]
- nel Tevere, anche nel tratto urbano a Roma[3]
- Nell'Arno, rinvenuta nel tratto Figline e Incisa Valdarno - Firenze, in data 20 ottobre 2019
- nel lago del Turano, dove  nell'estate del 2017, a causa di una forte siccità e per l'abbassamento del livello, molti esemplari sono morti sulle rive[senza fonte]
- nell'alto corso del Volturno[4]
- nel Trasimeno

- nel Nestore, affluente di destra del Tevere.
- lago di Como zona di Colico
- nella diga del Biferno (Molise)
- Lago di Montorfano (CO)

Laghetto detto "Di Maggio" Bazzano Valsamoggia Bologna " Alessandro Villani"

Da notare che può essere confusa dai meno esperti con Anodonta anatina o altro unionide.
- diga di San Giuliano in Basilicata

- Diga del Liscione - Guardialfiera (CB)

- Canali di regolazione acquee nella Bonifica di Maccarese.              Trentino.                             Lago di Tenno

- Laghetto detto "Di Maggio"       Bazzano Valsamoggia Bologna    "Alessandro Villani con nonno"

## Sessualità
Sessi separati, dimorfismo sessuale non rilevabile.
Fondamentale perché questa specie si riproduca, è la consistenza della temperatura: quando risulta ideale e favorevole entrambi i sessi espellono uova e sperma e dal loro incontro si origina una piccola larva. Questa trascorrerà molto tempo in superficie a contatto con le alghe, per cibarsi di microrganismi addensati nelle zone circostanti. Appena formata del tutto precipiterà sul fondo assumendo le caratteristiche degli esemplari adulti.